# Pamiętniki Wisienki
Pamiętniki Wisienki (tytuł oryginału: Les Carnets de Cerise) – francuska seria komiksowa skierowana do dzieci i młodszych nastolatków, stworzona przez scenarzystę Jorisa Chamblaina i rysowniczkę Aurélie Neyret. Ukazała się w pięciu tomach w latach 2012–2017 nakładem wydawnictwa Soleil Productions. Po polsku opublikowało ją wydawnictwo Egmont Polska. 

## Fabuła
Wisienka to 11-letnia dziewczynka, która marzy o zostaniu pisarką, a jej ulubionym tematem obserwacji są dorośli. Bierze udział w różnych przygodach z przyjaciółmi w czasie swoich dochodzeń.

## Tomy
| Tom        | Tytuł i rok wydania polskiego             | Tytuł i rok wydania oryginalnego          |
| ---------- | ----------------------------------------- | ----------------------------------------- |
| 1          | Skamieniałe zoo (2020)                    | Le Zoo pétrifié (2012)                    |
| 2          | Księga Hektora (2020)                     | Le Livre d'Hector (2013)                  |
| 3          | Ostatni z pięciu skarbów (2020)           | Le Dernier des cinq trésor (2014)         |
| 4          | Bogini bez oblicza (2021)                 | La Déesse sans visage (2016)              |
| 5          | Od pierwszych śniegów do Perseidów (2021) | Des premières neiges aux perséides (2017) |
| Poza serią |                                           |                                           |
| –          | Pamiętniki Wisienki i Walentyna (2022)    | Les Carnets de Cerise et Valentin (2018)  |

## Wybór nagród i nominacji
- Nominacja do Prix Jeunesse (nagrody młodych) na Międzynarodowym Festiwalu Komiksu w Angoulême w 2013 za tom 1[3].
- Prix Jeunesse (nagroda młodych) na Międzynarodowym Festiwalu Komiksu w Angoulême w 2014 za tom 2[4].
- Nagroda Prix Livrentête 2014 w kategorii komiksu dla młodzieży za tom 1[5].
- Nagroda Prix Saint-Michel w 2015 w kategorii humor młodzieżowy za tom 3[6].